# 中國－歐亞經濟合作基金
中國－歐亞經濟合作基金（英語：China-Eurasian Economic Cooperation Fund），是一家得到中國政府支持的投資基金，其目標是投資於「一帶一路」沿線國家的專案。

## 投資
2015年12月，俄羅斯總理在訪問北京期間，在李克強和梅德韋傑夫的見證下，中東歐基金會與俄羅斯直接投資基金以及俄羅斯外貿銀行簽署了合作協議。